# 魔法美少女
《魔法美少女》（日语：マジカノ）是日本漫畫家百瀨武昭創作的日本漫畫作品。於講談社漫畫雜誌《月刊Magazine Z》2003年4月至2008年4月期間連載，單行本全10卷。
改編電視動畫於2006年1月至3月期間播放。2007年2月發售Windows平台遊戲。

## 劇情大綱
擁有三個妹妹的平凡學生吉川春生。某天，具有不可思議氣質的魔法少女魔宮步轉學到他所就讀的學校。之後，魔宮不知為何以女僕的身分住進吉川家中。
魔宮步的真實身分為魔法界以最強財力與歷史為榮的魔宮長女，受到「預見未來的鏡子」詛咒，為了解開咒語而需要春生的魔力。為了阻止春生幫忙，三個妹妹站出來對付魔宮步。事實上他們三人也都是魔女。此時，春生還不知道自己的生活會起很大的變化……

## 登場人物
吉川春生（聲優：市來光弘、幼年時期：真堂圭）
吉川家長男。擔任學生會書記的普通中學生。雖然本人不知情，實際上吉川家為魔法世家。是家中唯一一個不會魔法的人，有關魔法的事都對其保密。因此，每次被捲入魔法相關事件後，總會被「消除記憶鐵槌」痛毆，抹除魔法相關的記憶。
而後春生注意到魔法的存在，從吉川三姊妹處得知自己的能力後，為了解開步的詛咒，不斷進行各種訓練。
動畫版末段被喻為「魔王」。
魔宮步／魔宮亞由美（聲優：野川櫻）
魔法界名門、魔宮家長女。擅長強化系、時空系魔法的魔法使。雙馬尾髮型。雖然是美少女卻相當兇暴。為了某些理由以女僕的身分接近春生，卻不斷受到同樣愛慕春生的三姊妹（特別是舞夏）、由利和真鈴的阻撓。害怕鰻魚和老鼠（原作為蝦和老鼠）。
吉川舞夏（聲優：中原麻衣）
吉川家長女。魔法使。負責各種家事。從出生以來便重度的愛慕哥哥。對倒貼過來的理香和步抱著危機感，在動畫版中漸漸變為妖怪，曾經破壞過住家。
吉川千秋（聲優：酒井香奈子）
吉川家次女，魔法使。擅長體育，食慾旺盛。令人意外的愛慕哥哥。在原作中沒有喜歡運動的性格，覺得造型詭異的布偶可愛而相當喜愛。和真鈴是好朋友。
吉川冬乃（聲優：金田朋子）
吉川家三女，魔法使。年紀雖小卻是守財奴，遇到錢的事情甚至能夠出賣家族。再陷入步的計謀時會提出對策，相當具備知性。
黑須由利（聲優：並木法子）
學生會會長。擅長攻擊魔法的魔法使。雖然認真，卻意外的容易被煽動。和春生是青梅竹馬，喜歡他卻說不出口，在步出現後，開始具有危機意識。老家是道場，為魔劍黑鳳流的本家。
針生ハジメ（聲優：原澤勝廣）
春生的同學。留著奇怪的髮型，情緒異常亢奮，喜歡美少女。奇怪的社團「超自然俱樂部」的社員。在動畫版中常購買奇怪的物品並播放CM，但每個都沒達成效用便告失敗。
藤原宇宙（聲優：阿部幸惠（廣播劇））
春生的同學，超自然俱樂部社員。戴著厚厚的眼鏡。在動畫版中沒有任何台詞，靠著照相機的閃光表達意見（不知為何針生總能理解他的意思）。原作中沒戴眼鏡，並且說話正常。
虹原真鈴（聲優：桃井晴子）
使用聖槍驅魔的魔女獵人，但十分笨拙，個性良善。當初企圖驅逐步，卻誤認為春生是能夠抑制魔女的聖者，不知不覺間喜歡上他。在原作中知道千秋是魔女依然為好友。
杏樹理香（聲優：井上奈奈）
服侍魔宮家的魔動人型，為了支援步而被派遣到吉川家當女僕。個性認真冷淡、開不起玩笑。在本作中經常有被打倒的場面。雖然依照步父親的指示，內心真正的想法卻不明。在梅莉莎家中有大量長的一模一樣的魔動人型。身體中具有核心，原本被破壞後機能便會停止，但她的核心卻具備自我修復功能。
本鄉哲子（聲優：力丸乃梨子）
動畫版原創角色。春生的導師。以意味深長的眼光看著步他們，實際目的不明。
魔宮滿／魔宮實智留（聲優：桑谷夏子）
步的妹妹，與其競爭魔宮家繼承者的位子。靠著眼力便能放出1000人份一般魔法使的魔力，把被詛咒的步當成笨蛋。
魔宮明日美（聲優：尤加奈（廣播劇））
步與滿之母，因受到詛咒然後外形變成7、8歲的小孩，在滿月的晚上可以變回大人的模樣。
梅莉莎‧梅爾休特隆（聲優：宮崎羽衣（廣播劇））
吸血鬼、不死族的其中一人。不死族中歷史最悠久家族之長，外表是小孩子，年齡也只有10歲。
因為某些理由，受到不孕的詛咒，為了替快滅亡的不死族留下後代，綁架具有強大魔力的春生，企圖和他生小孩。不過，被春生騙說只有互相喜歡的人才能生小孩，很快的將其解放，並搬家到春生家附近，努力接近春生。

## 出版書籍
| 集數 | 講談社         | 講談社                                                  | 東立出版社     | 東立出版社             |
| 集數 | 發售日期       | ISBN                                                    | 發售日期       | ISBN                   |
| ---- | -------------- | ------------------------------------------------------- | -------------- | ---------------------- |
| 1    | 2003年8月20日  | ISBN 4-06-349140-4                                      | 2005年4月20日  | ISBN 986-11-5996-7     |
| 2    | 2004年8月23日  | ISBN 4-06-349163-3                                      | 2005年4月20日  | ISBN 986-11-5997-5     |
| 3    | 2004年8月23日  | ISBN 4-06-349181-1                                      | 2005年12月2日  | ISBN 986-11-7337-4     |
| 4    | 2005年7月22日  | ISBN 4-06-349213-3                                      | 2006年1月4日   | ISBN 986-11-7338-2     |
| 5    | 2005年12月22日 | ISBN 4-06-349226-5                                      | 2006年5月16日  | ISBN 986-11-7947-X     |
| 6    | 2006年4月21日  | ISBN 4-06-349239-7                                      | 2006年10月27日 | ISBN 986-11-8478-3     |
| 7    | 2007年4月23日  | ISBN 978-4-06-349276-7 ISBN 978-4-06-362078-8（特裝版） | 2007年7月30日  | ISBN 978-986-11-9980-1 |
| 8    | 2007年9月21日  | ISBN 978-4-06-349310-8                                  | 2008年6月23日  | ISBN 978-986-10-0727-4 |
| 9    | 2007年12月21日 | ISBN 978-4-06-349321-4                                  | 2008年8月26日  | ISBN 978-986-10-1192-9 |
| 10   | 2008年5月23日  | ISBN 978-4-06-349346-7 ISBN 978-4-06-362111-2（特裝版） | 2008年9月23日  | ISBN 978-986-10-1917-8 |

## 電視動畫

### 製作人員
- 原作 - 百瀬武昭
- 監督 - 岸誠二
- 系列構成、脚本 - 三井秀樹
- 人物設計、總作画監督 - 小林多加志
- 副人物設計 - 佐々木敏子
- 道具設計 - 水谷麻美子
- 美術監督 - 三宅昌和
- 美術設定 - 佐南友里（第2話 - ）
- 色彩設定 - 阿部みゆき
- 攝影監督 - 久保博志
- 編輯 - 櫻井崇
- 音響監督 - 飯田里樹
- 音樂 - 原田勝通
- 音樂制作 - Lantis
- 音樂製作人 - 井上俊次
- 製作人 - 吉田悟、山崎明日香、松本真
- 動畫製作 - 東京KIDS
- 製作 - 魔法美少女製作委員会（GDH、東京KIDS、AT-X、DAX、Best Field）

### 主題曲
片頭曲
作詞 - 三重野瞳 / 作曲 - 影山浩宣 / 編曲 - 橋本由香利 / 歌 - 野川櫻
※最終回沒有片頭曲。
片尾曲
作詞 - 畑亞貴 / 作曲 - 菊谷知樹 / 編曲 - 橋本由香利 / 歌 - Clover（井上奈奈、宮崎羽衣、庄子裕衣、齋藤桃子）

### 各話列表
| 話數 | 日文標題 | 中文標題                 | 分鏡              | 演出         | 作画監督            |
| ---- | -------- | ------------------------ | ----------------- | ------------ | ------------------- |
| 1    |          | 她真的是魔女嗎？         | 岸誠二            | 岸誠二       | 渡辺伸弘            |
| 2    |          | 學生會長真的也是魔女嗎？ | 浅井義之          | 浅井義之     | 青井小夜            |
| 3    |          | 真的是危險的兄妹嗎？     | 麦野アイス        | 佐土原武之   | 佐藤哲也            |
| 4    |          | 真的被偷走了嗎？         | 福本潔            | 池田重隆     | 渡辺伸弘            |
| 5    |          | 真的是魔女獵人嗎？       | 木下ゆうき        | 木下ゆうき   | 吉田優子 石井ゆみこ |
| 6    |          | 真的鬧鬼了嗎？           | 東海林真一        | 東海林真一   | 東出太              |
| 7    |          | 真的來了新女僕嗎？       | 浅井義之          | 浅井義之     | 青井小夜            |
| 8    |          | 真的是勝利之吻嗎？       | 兒玉兼嗣          | 佐土原武之   | 渡邊信吾 佐藤哲也   |
| 9    |          | 真的是沉睡王子嗎？       | 兒玉兼嗣          | 高山秀樹     | 渡辺伸弘            |
| 10   |          | 真的是詛咒的貓內褲嗎？   | 岸誠二 木下ゆうき | たちかわ夕一 | 吉田優子 浦和文子   |
| 11   |          | 真的是聖誕夜嗎？         | 兒玉兼嗣          | 小川完       | 中野彰子            |
| 12   |          | 真的是覺醒時刻嗎？       | 浅井義之          | 浅井義之     | 青井小夜            |
| 13   |          | 真的是最終回嗎？         | 岸誠二            | 岸誠二       | 渡辺伸弘 屋幸秀     |

### 播放電視台
| 播放地區 | 播放電視台   | 播放日期               | 播放時間             | 聯播網    | 備註                  |
| -------- | ------------ | ---------------------- | -------------------- | --------- | --------------------- |
| 埼玉縣   | 埼玉電視台   | 2006年1月3日 - 3月28日 | 星期二 25:30 - 26:00 | 独立UHF局 |                       |
| 神奈川縣 | 神奈川電視台 | 2006年1月5日 - 3月30日 | 星期四 25:45 - 26:15 | 独立UHF局 |                       |
| 日本全域 | AT-X         | 2006年1月7日 - 4月1日  | 星期六 10:00 - 10:30 | CS放送    | 參與製作委員会 有重播 |
| 千葉縣   | 千葉電視台   | 2006年1月7日 - 4月1日  | 星期六 25:35 - 26:05 | 独立UHF局 |                       |

## 遊戲
2007年2月28日以為標題發售。可使用Windows、Vista等對應平台來遊玩。人物配音和動畫版一樣。

### 製作人員
- 原作：百瀬武昭
- 企画：新宿五郎
- 脚本：三井秀樹
- 人物設計、原画：小林多加志
- 動画：東京KIDS
- 音響監督：飯田里樹
- 錄音：福田夏紀
- 音楽制作：Powerhouse Studio
- 音響制作：Dachs Production
- 協力：講談社 魔法美少女製作委員会
- 制作：Studio Bloom

## 外部連結
- 魔法美少女官方網站
- Excite特集網站
- 遊戲版官方網站